# Mescheti

Mescheti in de 8e-10e eeuw

Mescheti (Georgisch: მესხეთი ) of Samtsche (Georgisch: სამცხე),  in oude bronnen Moschia, is een bergachtig gebied in het zuidwesten van Georgië.

## Geschiedenis
Stammen bekend als de Mushki, Moschi of Mossynoeci waren de eerste bekende bewoners van de moderne regio Samtsche-Dzjavacheti. Sommige geleerden crediteren de Mossynoeci met de uitvinding van ijzermetallurgie.
Tussen het 2e millennium v.Chr. en de 4e eeuw v.Chr. maakte Mescheti deel uit van het koninkrijk Diauehi. Vervolgens maakte het tot de 6e eeuw deel uit van het koninkrijk Iberië.
Tijdens de 10e-15e eeuw maakte deze regio deel uit van het verenigde koninkrijk Georgië. In de 16e eeuw was het het onafhankelijke vorstendom Samtsche-saatabago totdat het werd bezet en geannexeerd door het Ottomaanse Rijk.
In 1829-1917 maakte de regio deel uit van het gouvernement Tiflis en daarna kort (1918-1921) van de Democratische Republiek Georgië. Tussen 1921-1991 maakte het deel uit van de Sovjet-Unie als de Georgische Socialistische Sovjetrepubliek.
Mescheti maakt nu deel uit van de regio Samtsche-Dzjavacheti, samen met Dzjavacheti en Tori.

## Etnische groeperingen

### Georgiërs
De Meschs, Meschi of Georgische Meschetiërs zijn een subgroep van Georgiërs en de inheemse bevolking van Mescheti. De Meschi spreken het Meschetische dialect en zijn voornamelijk Georgisch-Orthodoxe christenen, terwijl een deel van hen Rooms-Katholiek is.

### Meschetische Turken
De Meschetische Turken zijn voormalige bewoners van de Mescheti-regio van Georgië langs de grens met Turkije. Ze werden van 15 tot 25 november 1944 door Josef Stalin naar Centraal-Azië gedeporteerd en vestigden zich in Kazachstan, Kirgizië en Oezbekistan. Tegenwoordig zijn ze verspreid over een aantal landen van de voormalige Sovjet-Unie. Er wonen 500.000 tot 700.000 Meschetische Turken in Azerbeidzjan en Centraal-Azië. De meeste Meschetische Turken zijn soennitische Hanafi-moslims.